# فيفيانا سيرنا
فيفيانا سيرنا (بالإسبانية: Viviana Serna)‏ ولدت تحت اسم فيفيانا سيرنا راميريز بتاريخ في 26 أغسطس/آب 1990 في كالي بكولومبيا وهي ممثلة ومذيعة، تعيش حاليا في ميامي؛ فلوريدا.

## السيرة الذاتية
عندما كانت طفلة صغيرة عاشت سيرنا في أرمينيا ثم انتقلت للعيش في المكسيك، وفي وقت لاحق انتقلت إلى بالو ألتو في كاليفورنيا ثم في بوغوتا. وقد استمرت عام 2008 في أخد دروس في التمثيل، الرقص والرسم التي كانت قد بدأتها في أرمينيا.
بالتوازي من دراستها، كانت فيفيانا تعد لدبلوم في التصميم في جامعة الأنديز.
شاركت في مجموعة من المسلسلات، المسرحيات وكذلك الأفلام القصيرة. كما أنها كانت تقدم أدوار مع العديد من النجوم على غرار لورا كارمين وماريسول ديل أولمو. كما كانت قد توجهت من قبل مجموعة من المهنيين مثل خوان أندريس جراندوس وخوان بابلو فيليكس.

## قائمة أفلامها
| العام | العنوان                          | الدور                      | ملاحظات                               | المرجع |
| ----- | -------------------------------- | -------------------------- | ------------------------------------- | ------ |
| 2010  | Niñas mal                        | دور غير معروف              |                                       |        |
| 2011  | La bruja                         | سولا                       | 26 حلقة                               |        |
| 2012  | بابلو إسكوبار، إل باترون ديل ماي | باتريشيا جوفين             | شاركت في الموسم 1 في الحلقة 1         |        |
| 2012  | La ruta blanca                   | جانيث                      |                                       |        |
| 2012  | ¿Quién eres tú?                  | غابرييلا اسكيفل            |                                       |        |
| 2013  | لا مدام                          | دور غير معروف              | "ساندرا العذراء" (الموسم 1، الحلقة 1) |        |
| 2014  | La ronca de oro                  | سيسيليا                    |                                       |        |
| 2014  | La le viuda negra                | كارلا                      |                                       | [ 1 ]  |
| 2014  | سيدتي اسيرو                      | غوادالوب "لوبيتا" غونزاليس | 13 حلقة                               | [ 2 ]  |
| 2015  | سيد السماوات                     | كريستينا سالغادو           | 58 حلقة                               |        |
| 2015  | Noches con Platanito             | نفسها                      | الحلقة: "فيفيانا سيرنا/جوليان"        |        |
| 2016  | بين البحر والبر                  |                            |                                       |        |

## روابط خارجية
- فيفيانا سيرنا على موقع IMDb (الإنجليزية)
- فيفيانا سيرنا على موقع ألو سيني (الفرنسية)
- فيفيانا سيرنا على موقع أول موفي (الإنجليزية)
- فيفيانا سيرنا على موقع قاعدة بيانات الفيلم (الإنجليزية)
- فيفيانا سيرنا على موقع كينوبويسك (الروسية)